# Elaphoglossum guatemalense
Elaphoglossum guatemalense är en träjonväxtart som först beskrevs av Kl., och fick sitt nu gällande namn av Thomas Moore. Elaphoglossum guatemalense ingår i släktet Elaphoglossum och familjen Dryopteridaceae. Inga underarter finns listade.